# St Mary's Chapel (Wyre)
St Mary's Chapel is een kapel uit de twaalfde eeuw op het eiland Wyre van de Orkneyeilanden.

## Geschiedenis
Er is weinig over deze kapel bekend, die vermoedelijk is gesticht door Kolbein Hruga of diens zoon Bjarni the Poet. Het wordt door de meesten aangenomen dat de kapel gewijd was aan de Maagd Maria of Sint-Petrus.

## Bouw

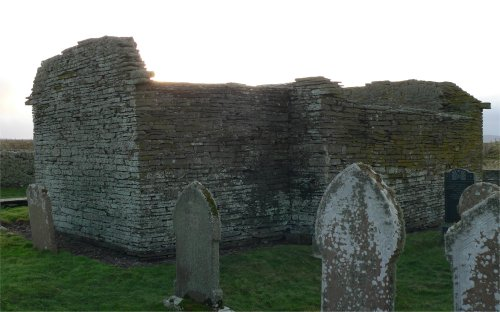
St Mary's Chapel vanaf het noordoosten

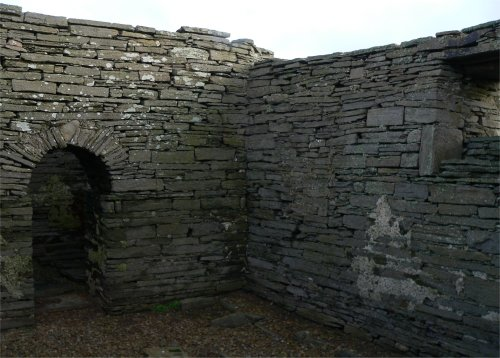
De binnenzijde van St Mary's Chapel

De kapel ligt aan de voet van de heuvel waarop Cubbie Roo's Castle, het kasteel van Kolbein Hruga, staat. De kapel bestaat uit een rechthoekig vertrek met de ingang van de kapel aan een korte zijde die gericht is op het westen. Een kleiner vertrek, dat bijna vierkant van vorm is, zit vast aan de oostzijde van de kapel. Dit vertrek is alleen te bereiken vanuit het eerste vertrek. De kapel heeft in het verleden een schuin dak gehad. Het gebouw is in zijn geheel opgetrokken uit natuursteen.

## Beheer
St Mary's Chapel wordt beheerd door Historic Scotland.